# 人種差別撤廃委員会
人種差別撤廃委員会（英語: Committee on the Elimination of Racial Discrimination）は、国連の人種差別撤廃条約に基づき設立された独立した人権団体である。正式名称は「人種差別の撤廃に関する委員会」略称はCERD（サード）。国際連合の名前を冠して記載される事も多いが、独立性が条約に明記してあり、厳密には国連の機関ではない。

## 概要
人種差別撤廃委員会(CERD)は、前出の通りあらゆる形態の人種差別の撤廃に関する国際条約(ICERD)の8条および14条を根拠に設立された。条約国の相互選挙をへて委員を選出し、委員は個人もしくは団体からの人権侵害の申告を受け付け、条約加盟国が条約違反していないか監視し、時に勧告し懸念を表明する。委員の任期は４年、選出数は18人であり2年毎に選出する。なお、人権侵害の審議にあたり当事者国の委員は、その審議に関与できない。英語版ウィキペディアでは、条約と同一とみなして人種差別撤廃委員会(CERD)の項目はICERDにリダイレクトされているが、条約と委員会の活動は別である。なお、人種差別撤廃条約8条の規定により、委員の資格は「個人」としての参加になっている。

## 名称
国際連合が推進した国際条約によって設立されたために、しばし国連の名前を冠するが、厳密には条約付随する設置委員会であり、独立性を条約に明記してあるために、国連機関ではない。実際に国連機関であるOHCHRが、人種差別撤廃委員会を紹介する際には、国際連合(UN)の名称を掲載していないが、同じ国連機関内部でも「UN CERD」と記載する例も見受けられ、同団体に国連の名前を冠するか否かで、国連内部でも統一されていない。
なお、日本の外務省は「人種差別撤廃委員会」との表記し、国連の名前を表記しない。国内メディアでは、朝日新聞が略称として「国連委」と記載するほか、産経新聞社は「国連の人種差別撤廃委員会」と表記する。

## 勧告
人種差別撤廃委員会の勧告は、国別（日本宛て）であれば「CERD/C/JPN/CO/番号-番号」の形で管理される。たとえば、日本に対する第7回・第8回・第9回定期報告であればCERD/C/JPN/CO/7-9の番号が振られる。また、全体であればCERD/C/96/2などの管理番号が振られる。

### CERD/C/JPN/CO/7-9
2014年に日本に対して行われた勧告である。外務省が翻訳文を設置している。
それによれば「委員会は，締約国内において，外国人やマイノリティ，とりわけ韓国・朝鮮人に対し，人種差別的デモ・集会を行う右翼運動や団体により，差し迫った暴力の扇動を含むヘイトスピーチが広がっているという報告を懸念する。」
「さらに，委員会は，これらの行動が必ずしも適切に捜査及び起訴されていないことを懸念する」。
また、年金制度においても「委員会は，国民年金法が国籍にかかわらず日本に住んでいる全ての人々をカバーすることに留意するものの，1982年における国民年金法からの国籍条項の撤廃に基づき，また1986年の改正によって導入された年齢及び住居要件と相まって，1952年に日本国籍を失った韓国人を含む，日本国籍でない者が，国民年金制度の下の年金受給から除外され対象外となったままであるかもしれないことを懸念する。」としている。

### CERD/C/JPN/CO/10-11
2018年8月には、ヘイト対策「限定的で不十分」と勧告した。

## 委員
2018年9月現時点での委員一覧。英文表記での敬称（MR.等）は原文のママ。日本語表記未確定の部分は空欄。
| 名前（日本語表記）                                                                                      | 名前（英語表記）                     | 国               | 任期                                | 備考                        |
| --- | ------------------------------------ | ---------------- | ----------------------------------- | --------------------------- |
| シウヴィオ・ジョゼ・アルブケルケ・イ・シルヴァ もしくはシルヴィオ・ジョゼ・アルブケルケ・イ・シルヴィオ | Mr. ALBUQUERQUE E. SILVA Silvio José | ブラジル         | 2022年1月19日                       | 委員長                      |
| | Mr. AMIR Noureddine                  | アルジェリア     | 2022年1月19日                       | 議長                        |
| アレクセイ・S・アフトノーモフ                                                                           | Mr. AVTONOMOV Alexei S.              | ロシア連邦       | 2020年1月19日                       |                             |
| マーク・ボシュイ                                                                                        | Mr. BOSSUYT Marc                     | ベルギー         | 2000年-2003年(第一期) 2020年1月19日 | （日本担当）                |
| | Mr. CALI TZAY Jose Francisco         | グアテマラ       | 2022年1月19日                       |                             |
| 鄭 鎮星（チョン・ジンソン）                                                                             | Ms. CHUNG Chinsung                   | 大韓民国         | 2020年1月19日                       |                             |
| | Ms. DAH Fatimata-Binta Victoire      | ブルキナファソ   | 2022年1月19日                       |                             |
| | Mr. DIABY Bakari Sidiki              | コートジボワール | 2020年1月19日                       |                             |
| | Ms. IZSÁK-NDIAYE Rita                | ハンガリー       | 2022年1月19日                       | Rapporteur                  |
| 洪 恵子                                                                                                 | Ms. KO Keiko                         | 日本             | 2022年1月19日                       |                             |
| | Mr. KUT Gun                          | トルコ           | 2022年1月19日                       |                             |
| 李 燕端                                                                                                 | Ms. LI Yanduan                       | 中国             | 2022年1月19日                       | 副議長                      |
| | Mr. MARUGÁN Nicolás                  | スペイン         | 2020年1月19日                       |                             |
| ゲイ・マクドゥーガル                                                                                    | Ms. MCDOUGALL Gay                    | アメリカ         | 2020年1月19日                       | 副議長 マクドゥーガル報告書 |
| | Ms. MOHAMED Yemhelhe Mint            | モーリタニア     | 2020年1月19日                       |                             |
| | Mr. MURILLO MARTINEZ Pastor Elias    | コロンビア       | 2020年1月19日                       | 副議長                      |
| | Ms. SHEPHERD Verene Albertha         | ジャマイカ       | 2020年1月19日                       |                             |
| | Mr. YEUNG SIK YUEN Yeung Kam John    | モーリシャス     | 2022年1月19日                       |                             |